# Mühlbastei

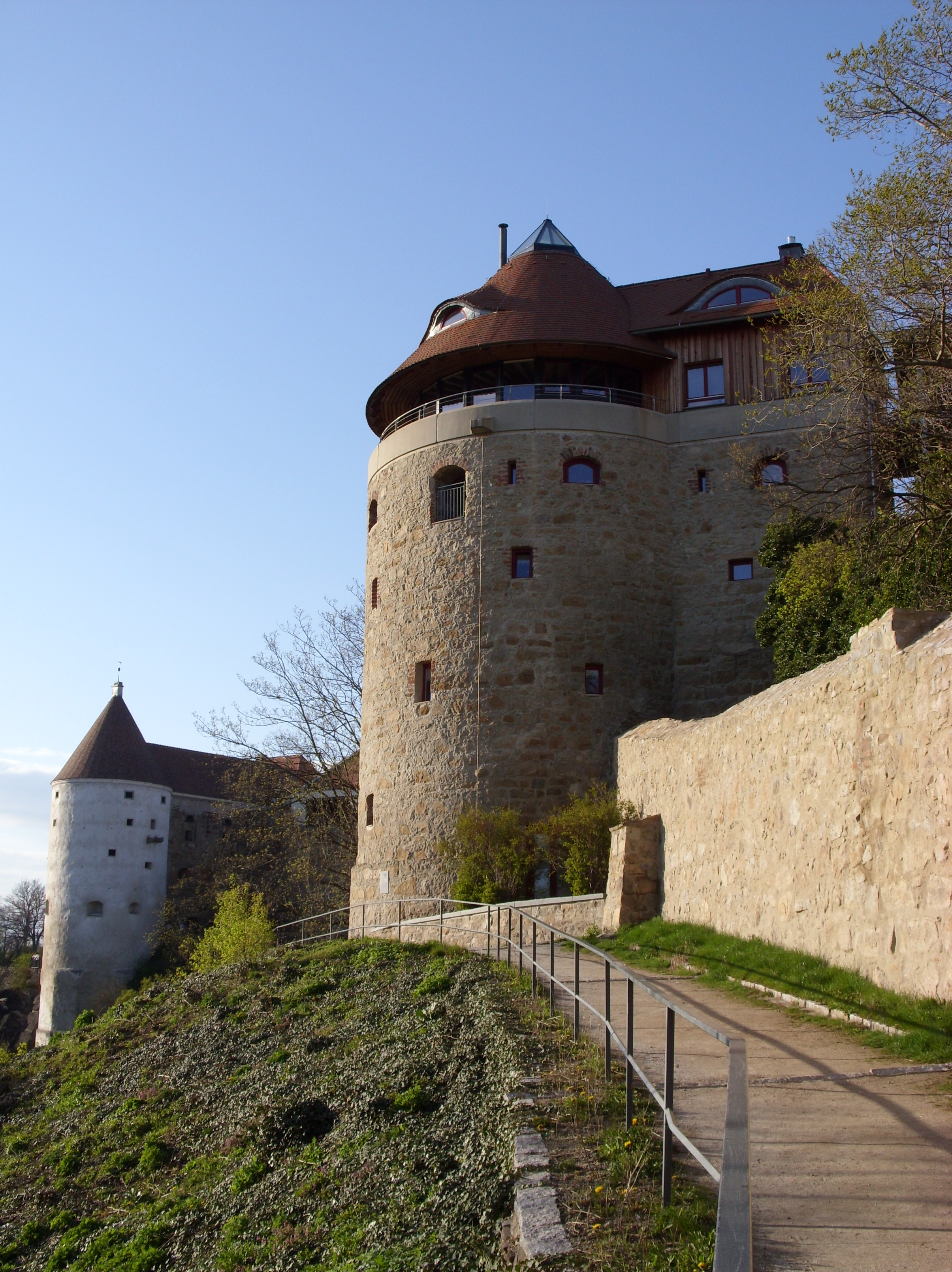
Mühlbastei mit Stadtmauer und Burgwasserturm (links)

Die Mühlbastei, sorbisch Młynska baštaⓘ, ist einer der sieben Basteitürme der Stadtbefestigung von Bautzen. Der viergeschossige Rundturm wurde um 1468 errichtet und erhielt seinen Namen von der später unterhalb des Turmes an der Spree errichteten Ratsmühle.
Wie die Röhrscheidtbastei wurde die Mühlbastei während der Belagerung Bautzens durch die Schweden 1639 schwer beschädigt und erst 1676 renoviert. In den Jahren 1830 bis 1840 wurde der Turm als Turnhalle durch die Bautzener Garnison genutzt. 1847 erfolgte der Verkauf der Mühlbastei an den damaligen Besitzer der großen Mühle, welche sich unterhalb des Turmes befand.
Ab 1930 wurde die Bastei vom Stadtmuseum als Magazin genutzt. Im Zweiten Weltkrieg brannte sie vollständig aus; zudem verlor sie ihr Dach. Dabei gingen das eingelagerte prähistorische Fundmaterial sowie archivierte Unterlagen und Bücher verloren. Seit der 1999 erfolgten Renovierung wird die Mühlbastei als Wohnraum und Herberge genutzt.
Seit März 2017 wird ein Teil der Mühlbastei als Ferien-Apartment vermietet.